# École Alsacienne
École Alsacienne ist der Name einer renommierten Privatschule im 6. Arrondissement von Paris. Die Schule wurde 1874 von Elsässern gegründet.

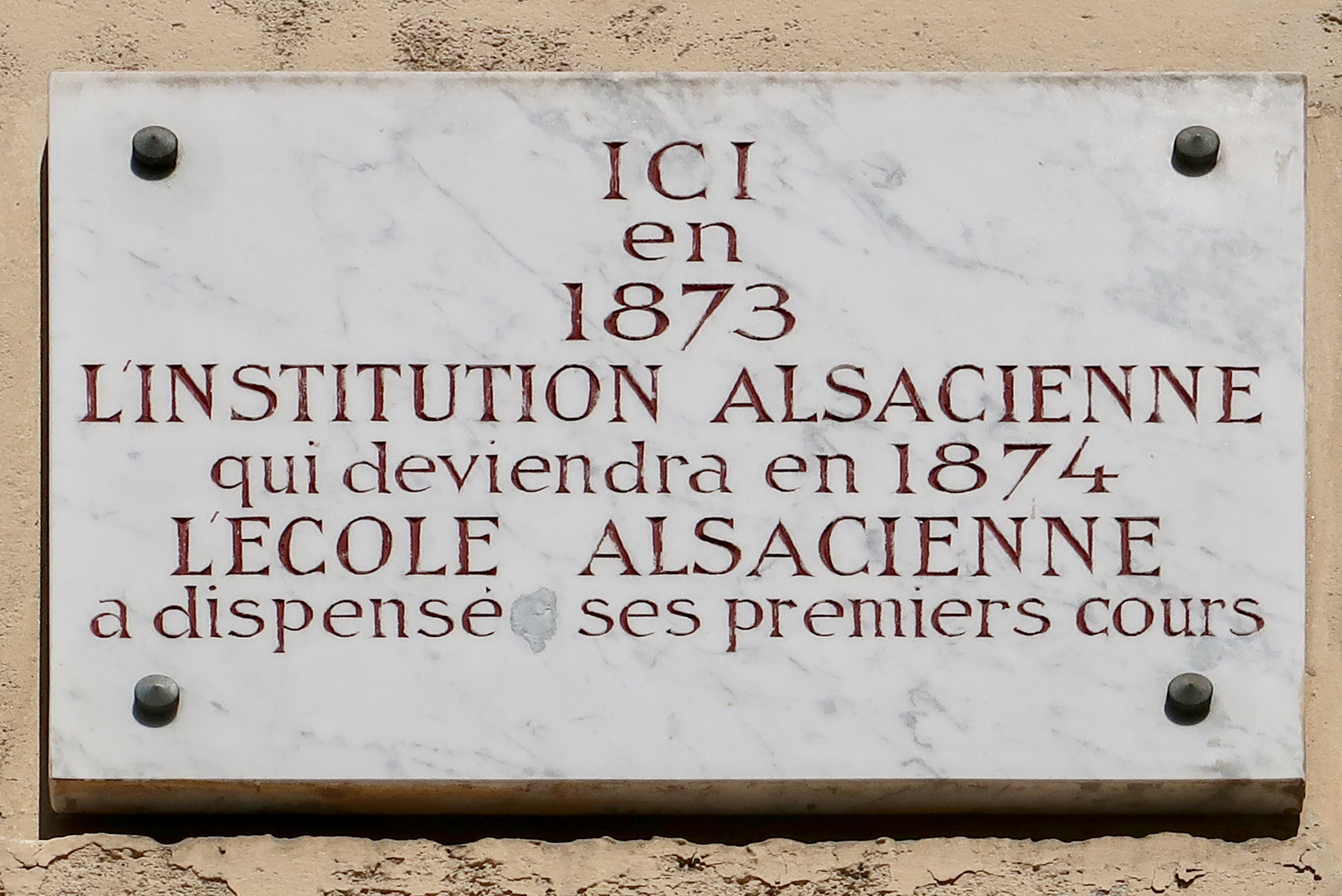
Gedenktafel der École Alsacienne, 36 rue des Écoles, Paris

## Geschichte
Nach der Annexion des Elsasses durch Deutschland 1871 wanderten viele Elsässer nach Paris aus, da sie nicht unter deutscher Herrschaft leben wollten. Für ihre Kinder gründeten sie eine neue Schule, ab 1874 als Ecole Alsacienne bekannt. Das Vorbild war das Gymnasium Jean-Sturm in Straßburg. Sie wollten die Kinder nicht auf die staatlichen Schulen schicken, die mit dem Namen Napoleon III. verbunden waren, den sie für die Niederlage verantwortlich machten. Die anderen Privatschulen gehörten alle der katholischen Kirche, als Protestanten kamen diese für sie auch nicht in Frage. Einer der Gründer war der Chemiker Charles Friedel.

## Pädagogisches Konzept
Die Schule sollte sich von den bisherigen französischen Schulen unterscheiden: neben die klassische Bildung sollte der moderne Humanismus treten, die lebendigen Sprachen, im Gegensatz zu Griechisch und Latein, sollten gelehrt werden und es sollte Sport getrieben werden, damals eine Neuigkeit. Ziel war der allseits gebildete Humanist, in der humanistischen Tradition der Universität Straßburg. Clémence Bourdier, eine ehemalige Schülerin und spätere Lehrerin an staatlichen Schulen, hebt besonders das vertrauensvolle und respektvolle Verhältnis zwischen Schülern und Lehrern hervor.
In der Mittelschule werden 670 Schüler unterrichtet, mit 15 Schülern pro Lehrkraft, im Gymnasium werden 556 Schüler unterrichtet, mit 11 Schülern pro Lehrkraft (2020).
Viele andere Eliteschulen in Frankreich haben das Ziel, dass ihre Absolventen mit den besten Noten abschließen, die Abiturnoten werden jährlich veröffentlicht. Die Absolventen der École Alsacienne haben auch gute Noten, im Abitur haben über 60 % eine Note Gut (bon) oder Sehr Gut (très bon), wichtiger ist die Persönlichkeit der Schüler.
Schon früh experimentierte die École Alsacienne mit modernen pädagogischen Konzepten: ab 1874 laizistisch, ab 1881 naturwissenschaftliche Laboratorien, ab 1908 Koedukation (mixte), ab 1920 nach Konzepten von Maria Montessori, die eine Zeitlang die Ausbildung der Kindergärtnerinnen leitete. Heute wird die École Alsacienne oft als Labor für öffentliche Bildung genutzt.
Seit 1983 besteht ein Schüleraustausch mit dem Humboldt-Gymnasium Düsseldorf. In Erinnerung an die Herkunft der Schule verbringen alle Schüler der 6ten Klasse fünf Tage im Elsass.

## Soziales Umfeld
Die École Alsacienne rekrutiert ihre Schüler hauptsächlich aus der näheren Umgebung. Da das VI. Arrondissement eine der teuersten Gegenden von Paris ist, erfolgt hierdurch eine Auswahl des wohlhabenden Bürgertums. Wie in allen renommierten Schulen Frankreichs müssen die Anwärter eine Aufnahmeprüfung bestehen, die hier aber nicht nur aus der Abfrage von Wissen besteht, sondern einen wichtigen charakterlichen Teil umfasst. Gesucht werden selbstständige Kinder, die neugierig und sozial sind und verschiedene, gerne ausgefallene Interessen haben. Auch dies führt zur Bevorzugung von Kindern aus dem Bildungsbürgertum. Weiter sind die Schulgebühren hoch: 3000 € pro Jahr, zusätzlich 1500 € für Verpflegung und 500 € für Schulreisen (2020). Es gibt wenige Stipendien (bourse). Als im Jahr 2023 Gabriel Attal, ein ehemaliger Schüler der École Alsacienne, zum Bildungsminister ernannt wurde, wurde sofort kritisiert, dass er als Produkt des elitären Bildungssystems Frankreichs dieses fortführen würde.

## Bekannte ehemalige Schüler
- Gabriel Attal (* 1989), Politiker, französischer Premierminister (2024)
- Élisabeth Badinter (* 1944), Philosophin
- Nathalie Baye (* 1948), Schauspielerin
- Jean-Paul Belmondo (1933–2021), Schauspieler
- Nicolas Berggruen (* 1961), Investor
- Thierry Breton (* 1955), Politiker
- André Gide (1869–1951), Schriftsteller
- Léo Hamon (1908–1993), Politiker
- Stéphane Hessel (1917–2013), Diplomat, Lyriker, politischer Aktivist
- Isabelle Huppert, (* 1953), frz. Schauspielerin
- Arnaud Montebourg (1962), ehem. frz. Wirtschaftsminister
- Guillaume Pepy (* 1958), Regierungsbeamter und Präsident der Staatsbahn SNCF
- Michel Piccoli (1925–2020), Schauspieler
- Michel Seydoux (* 1947), Filmproduzent
- Vercors (1902–1991), Schriftsteller
- Lambert Wilson (* 1958), frz. Schauspieler